# Morti nel 2023/Gennaio
| Questa pagina contiene informazioni ricavate automaticamente dalle voci biografiche con l'ausilio del template Bio e di un bot. L'aggiornamento è periodico e automatico e ricostruisce completamente la pagina. Se manca una persona in questa lista, sei pregato di non aggiungerla, ma accertati piuttosto che la sua voce biografica contenga il template Bio e che i dati anagrafici siano correttamente compilati. Se il template Bio manca, inseriscilo tu stesso o, in alternativa, metti l'avviso {{tmp\|Bio}} che ne segnala la mancanza. Se i dati riportati sono sbagliati, correggi direttamente la voce biografica; le modifiche saranno visibili in questa lista entro pochi giorni. Per chiarimenti vedi il progetto biografie. La lista contiene solo le 239 persone che sono citate nell'enciclopedia e per le quali è stato implementato correttamente il template Bio. Pagina aggiornata al 18 ago 2025. |

- 1º gennaio - Mario Artali, dirigente d'azienda e politico italiano (n. 1938)
- 1º gennaio - Rino Avesani, filologo e paleografo italiano (n. 1931)
- 1º gennaio - Martin Davis, matematico statunitense (n. 1928)
- 1º gennaio - Elizabeth Livingstone, teologa britannica (n. 1929)
- 1º gennaio - Frank McGarvey, calciatore scozzese (n. 1956)
- 1º gennaio - Art McNally, arbitro di football americano, arbitro di baseball e arbitro di pallacanestro statunitense (n. 1925)
- 1º gennaio - Gangsta Boo, rapper statunitense (n. 1979)
- 1º gennaio - Kelly Monteith, comico, showman e scenografo statunitense (n. 1942)
- 1º gennaio - Lise Nørgaard, scrittrice, sceneggiatrice e giornalista danese (n. 1917)
- 1º gennaio - Edith Pearlman, scrittrice statunitense (n. 1936)
- 1º gennaio - Bobby Rivard, hockeista su ghiaccio canadese (n. 1939)
- 2 gennaio - Ken Block, pilota di rally, imprenditore e stuntman statunitense (n. 1967)
- 2 gennaio - Frank Galati, regista, sceneggiatore e attore statunitense (n. 1943)
- 2 gennaio - Suzy McKee Charnas, scrittrice e giornalista statunitense (n. 1939)
- 2 gennaio - Massimo Turci, doppiatore e direttore del doppiaggio italiano (n. 1930)
- 3 gennaio - Ruslan Imranovič Chasbulatov, economista e politico russo (n. 1942)
- 3 gennaio - Walter Cunningham, astronauta statunitense (n. 1932)
- 3 gennaio - Bessie Hendricks, supercentenaria statunitense (n. 1907)
- 3 gennaio - Petr Pavlásek, sollevatore cecoslovacco (n. 1947)
- 3 gennaio - Nikos Skylakakīs, cestista greco (n. 1923)
- 3 gennaio - Giorgio Tombesi, politico italiano (n. 1926)
- 3 gennaio - Kalevi Vehkonen, pilota motociclistico finlandese (n. 1946)
- 4 gennaio - Elwood Hillis, politico statunitense (n. 1926)
- 4 gennaio - Marie Kovářová, ginnasta cecoslovacca (n. 1927)
- 4 gennaio - Rosi Mittermaier, sciatrice alpina tedesca (n. 1950)
- 4 gennaio - Roger Pearson, antropologo, politico e editore britannico (n. 1927)
- 4 gennaio - Anton Schnyder, calciatore svizzero (n. 1936)
- 4 gennaio - Thomas Stonor, VII barone Camoys, banchiere britannico (n. 1940)
- 4 gennaio - Miiko Taka, attrice statunitense (n. 1925)
- 4 gennaio - Fay Weldon, scrittrice, drammaturga e saggista britannica (n. 1931)
- 5 gennaio - Earl Boen, attore e doppiatore statunitense (n. 1941)
- 5 gennaio - Ernesto Castano, calciatore italiano (n. 1939)
- 5 gennaio - Diego Giannattasio, calciatore e allenatore di calcio italiano (n. 1945)
- 5 gennaio - Mike Hill, montatore statunitense (n. 1949)
- 5 gennaio - Stojan Kočov, storico, pubblicista e scrittore macedone (n. 1930)
- 5 gennaio - Giorgio Otranto, storico italiano (n. 1940)
- 5 gennaio - Hans Rebele, calciatore tedesco (n. 1943)
- 5 gennaio - Michael Snow, pittore, scultore e regista canadese (n. 1928)
- 5 gennaio - Dušan Veličković, scrittore, editore e giornalista serbo (n. 1947)
- 5 gennaio - Gianluca Vialli, calciatore, allenatore di calcio e dirigente sportivo italiano (n. 1964)
- 6 gennaio - Omar Berdiýew, calciatore turkmeno (n. 1979)
- 6 gennaio - Bruno Di Porto, storico italiano (n. 1933)
- 6 gennaio - Gervasio Gestori, vescovo cattolico italiano (n. 1936)
- 6 gennaio - Mary Main, psicologa statunitense (n. 1943)
- 6 gennaio - Agostino Mathis, diplomatico e funzionario italiano (n. 1940)
- 6 gennaio - Paula Quintana, sociologa e politica cilena (n. 1965)
- 6 gennaio - Owen Roizman, direttore della fotografia statunitense (n. 1936)
- 6 gennaio - Renzo Sacco, politico italiano (n. 1944)
- 6 gennaio - Dick Savitt, tennista statunitense (n. 1927)
- 7 gennaio - Russell Banks, scrittore e poeta statunitense (n. 1940)
- 7 gennaio - Modeste M'Bami, calciatore camerunese (n. 1982)
- 7 gennaio - Jurij Manin, matematico sovietico (n. 1937)
- 7 gennaio - Adam Rich, attore statunitense (n. 1968)
- 7 gennaio - Gian Pietro Testa, giornalista, poeta e scrittore italiano (n. 1936)
- 8 gennaio - Gian Pietro Calasso, regista, sceneggiatore e drammaturgo italiano (n. 1937)
- 8 gennaio - Bob Marchese, attore italiano (n. 1937)
- 8 gennaio - Roberto Dinamite, calciatore e politico brasiliano (n. 1954)
- 9 gennaio - Melinda Dillon, attrice statunitense (n. 1939)
- 9 gennaio - Bruno Giovannini, calciatore italiano (n. 1942)
- 9 gennaio - Giovanni Guerini, baritono italiano (n. 1963)
- 9 gennaio - Adolfo Kaminsky, fotografo e antifascista francese (n. 1925)
- 9 gennaio - Ferenc Mészáros, calciatore e allenatore di calcio ungherese (n. 1950)
- 9 gennaio - Karl Alexander Müller, fisico svizzero (n. 1927)
- 9 gennaio - Cincy Powell, cestista statunitense (n. 1942)
- 9 gennaio - Mikio Satō, matematico giapponese (n. 1928)
- 9 gennaio - Charles Simić, poeta e traduttore statunitense (n. 1938)
- 9 gennaio - Rainer Ulrich, calciatore e allenatore di calcio tedesco (n. 1949)
- 10 gennaio - Gino Basuino, bobbista italiano (n. 1947)
- 10 gennaio - Jeff Beck, cantante e chitarrista britannico (n. 1944)
- 10 gennaio - Hans Belting, storico dell'arte tedesco (n. 1935)
- 10 gennaio - Gaudenzio Bernasconi, calciatore e allenatore di calcio italiano (n. 1932)
- 10 gennaio - Costantino II di Grecia, re greco (n. 1940)
- 10 gennaio - Pierre Dorsini, calciatore e allenatore di calcio francese (n. 1934)
- 10 gennaio - Traudl Hecher, sciatrice alpina austriaca (n. 1943)
- 10 gennaio - Ireneo di Gerusalemme, arcivescovo ortodosso greco (n. 1939)
- 10 gennaio - Martha Lossio, cestista peruviana (n. 1939)
- 10 gennaio - Achille Mauri, editore italiano (n. 1939)
- 10 gennaio - George Pell, cardinale e arcivescovo cattolico australiano (n. 1941)
- 10 gennaio - Marco Tropea, editore, giornalista e scrittore italiano (n. 1942)
- 10 gennaio - Daniel Lewis Williams, basso statunitense (n. 1950)
- 11 gennaio - Francesco Bruno, criminologo, medico e funzionario italiano (n. 1948)
- 11 gennaio - Peter Campbell, pallanuotista statunitense (n. 1960)
- 11 gennaio - Carole Cook, attrice statunitense (n. 1924)
- 11 gennaio - Harriet A. Hall, divulgatrice scientifica, medico e blogger statunitense (n. 1945)
- 11 gennaio - Charles Kimbrough, attore e doppiatore statunitense (n. 1936)
- 11 gennaio - Ben Masters, attore statunitense (n. 1947)
- 11 gennaio - Carmine Montescuro, mafioso italiano (n. 1934)
- 11 gennaio - Antonio Muratore, politico italiano (n. 1927)
- 11 gennaio - Rafiq Nishonov, politico e diplomatico sovietico (n. 1926)
- 11 gennaio - Tatjana Patitz, supermodella e attrice tedesca (n. 1966)
- 11 gennaio - Yukihiro Takahashi, cantante e musicista giapponese (n. 1952)
- 11 gennaio - Charles White, giocatore di football americano statunitense (n. 1958)
- 12 gennaio - Gerrie Coetzee, pugile sudafricano (n. 1955)
- 12 gennaio - Biagio Conte, missionario italiano (n. 1963)
- 12 gennaio - Henri De Wolf, ciclista su strada e dirigente sportivo belga (n. 1936)
- 12 gennaio - Vittorio Garatti, architetto italiano (n. 1927)
- 12 gennaio - Paul Johnson, storico, giornalista e saggista britannico (n. 1928)
- 12 gennaio - Valentina Lutaeva, pallamanista sovietica (n. 1956)
- 12 gennaio - Sulambek Mamilov, regista sovietico (n. 1938)
- 12 gennaio - Lisa Marie Presley, cantautrice statunitense (n. 1968)
- 13 gennaio - John Fultz, cestista e allenatore di pallacanestro statunitense (n. 1948)
- 13 gennaio - Gordana Kuić, scrittrice serba (n. 1942)
- 13 gennaio - Klas Lestander, biatleta svedese (n. 1931)
- 13 gennaio - Julian Sands, attore britannico (n. 1958)
- 13 gennaio - Hitoshi Yoshioka, scrittore giapponese (n. 1960)
- 14 gennaio - Alireza Akbari, politico iraniano (n. 1961)
- 14 gennaio - Gianfranco Baruchello, artista e pittore italiano (n. 1924)
- 14 gennaio - Gérard Faetibolt, pallanuotista francese (n. 1932)
- 14 gennaio - Carl Hahn junior, dirigente d'azienda tedesco (n. 1926)
- 14 gennaio - Lieuwe Westra, ciclista su strada olandese (n. 1982)
- 14 gennaio - Inna Čurikova, attrice russa (n. 1943)
- 15 gennaio - Leonid Barbier, nuotatore sovietico (n. 1937)
- 15 gennaio - Joe Buzzetta, pilota automobilistico statunitense (n. 1936)
- 15 gennaio - Jane Cederqvist, nuotatrice svedese (n. 1945)
- 15 gennaio - Giannetto Congeddu, politico italiano (n. 1935)
- 15 gennaio - Vakhtang Kikabidze, cantante, attore e politico georgiano (n. 1938)
- 15 gennaio - George McLeod, cestista statunitense (n. 1931)
- 15 gennaio - Mursal Nabizada, attivista e politica afghana (n. 1993)
- 15 gennaio - Ruslan Otverčenko, cestista ucraino (n. 1990)
- 16 gennaio - Bjarne Hansen, calciatore norvegese (n. 1929)
- 16 gennaio - Gina Lollobrigida, attrice e artista italiana (n. 1927)
- 16 gennaio - Giorgio Mariuzzo, sceneggiatore e regista italiano (n. 1939)
- 16 gennaio - Arthur Ravenel Jr., politico statunitense (n. 1927)
- 16 gennaio - Lupe Serrano, ballerina e insegnante cilena (n. 1930)
- 16 gennaio - Nicola Zamboni, scultore italiano (n. 1943)
- 16 gennaio - Vladas Česiūnas, canoista sovietico (n. 1940)
- 17 gennaio - Jay Briscoe, wrestler statunitense (n. 1984)
- 17 gennaio - Manana Doijachvili, pianista e insegnante georgiana (n. 1947)
- 17 gennaio - Chris Ford, cestista e allenatore di pallacanestro statunitense (n. 1949)
- 17 gennaio - Renée Geyer, cantautrice australiana (n. 1953)
- 17 gennaio - Jonathan Raban, scrittore e viaggiatore britannico (n. 1942)
- 17 gennaio - Alfredo Hernández, calciatore messicano (n. 1935)
- 17 gennaio - Gino Landi, coreografo, regista teatrale e regista televisivo italiano (n. 1933)
- 17 gennaio - Nicola Molè, politico e avvocato italiano (n. 1931)
- 17 gennaio - Edward R. Pressman, produttore cinematografico statunitense (n. 1943)
- 17 gennaio - Lucile Randon, religiosa e supercentenaria francese (n. 1904)
- 17 gennaio - Dieter Schickling, musicologo tedesco (n. 1939)
- 17 gennaio - Stanislav Tereba, fotografo cecoslovacco (n. 1938)
- 18 gennaio - Henry Caicedo, calciatore colombiano (n. 1951)
- 18 gennaio - Donn Cambern, montatore statunitense (n. 1929)
- 18 gennaio - David Crosby, chitarrista e cantautore statunitense (n. 1941)
- 18 gennaio - Nikolaj Dostal', regista sovietico (n. 1946)
- 18 gennaio - Jevhenij Jenin, funzionario e politico ucraino (n. 1980)
- 18 gennaio - Denys Monastyrs'kyj, politico ucraino (n. 1980)
- 18 gennaio - Víctor Rasgado, compositore messicano (n. 1959)
- 18 gennaio - Charlie Twissell, calciatore inglese (n. 1932)
- 18 gennaio - Paul Vecchiali, regista, sceneggiatore e scrittore francese (n. 1930)
- 18 gennaio - Cesare Veneziani, politico italiano (n. 1934)
- 19 gennaio - Walter Antonio Jiménez, calciatore argentino (n. 1939)
- 19 gennaio - Norbert Sattler, canoista austriaco (n. 1951)
- 19 gennaio - Yoon Jeong-hee, attrice sudcoreana (n. 1944)
- 19 gennaio - Peter Thomas, allenatore di calcio e calciatore inglese (n. 1944)
- 19 gennaio - Anton Walkes, calciatore inglese (n. 1997)
- 20 gennaio - Xavier Albó, gesuita, antropologo e funzionario spagnolo (n. 1934)
- 20 gennaio - Timothy Barlow, attore britannico (n. 1936)
- 20 gennaio - Jerry Blavat, disc jockey statunitense (n. 1940)
- 21 gennaio - Gaetano Azzolina, medico, cardiochirurgo e politico italiano (n. 1931)
- 21 gennaio - B.G. the Prince of Rap, rapper statunitense (n. 1965)
- 21 gennaio - Ritt Bjerregaard, politica danese (n. 1941)
- 21 gennaio - Roberto Fassina, giocatore di curling e copilota di rally italiano (n. 1952)
- 21 gennaio - Linda Kasabian, statunitense (n. 1949)
- 21 gennaio - Werner Masten, regista, sceneggiatore e produttore cinematografico italiano (n. 1950)
- 21 gennaio - Pino Roveredo, scrittore, regista teatrale e personaggio televisivo italiano (n. 1954)
- 22 gennaio - Joseph Agassi, filosofo e storico della scienza israeliano (n. 1927)
- 22 gennaio - Easley Blackwood Jr., compositore, pianista e scrittore statunitense (n. 1933)
- 22 gennaio - Andrea Chiti-Batelli, politico, funzionario e saggista italiano (n. 1920)
- 22 gennaio - Gabriela Dauerer, pittrice tedesca (n. 1958)
- 22 gennaio - Francesca Laura Fabbri Wronowski, partigiana e giornalista italiana (n. 1924)
- 22 gennaio - Gianfranco Goberti, pittore italiano (n. 1939)
- 22 gennaio - Darío Jara Saguier, calciatore paraguaiano (n. 1930)
- 22 gennaio - Vadim Vasili'evič Michajlov, regista sovietico (n. 1931)
- 22 gennaio - Lenie de Nijs, nuotatrice olandese (n. 1939)
- 22 gennaio - Mario Pupella, attore, regista teatrale e direttore artistico italiano (n. 1945)
- 22 gennaio - Hossein Shahabi, regista, sceneggiatore e produttore cinematografico iraniano (n. 1967)
- 22 gennaio - Agustí Villaronga, regista, sceneggiatore e attore spagnolo (n. 1953)
- 23 gennaio - Patrizio Billio, calciatore italiano (n. 1974)
- 23 gennaio - Álvaro Colom Caballeros, politico guatemalteco (n. 1951)
- 23 gennaio - Renate Garisch, pesista tedesca (n. 1939)
- 23 gennaio - Francis William Lawvere, matematico statunitense (n. 1937)
- 23 gennaio - Eugenio Martín, regista e sceneggiatore spagnolo (n. 1925)
- 23 gennaio - Valerij Urin, calciatore sovietico (n. 1934)
- 24 gennaio - Santo Bellina, attore italiano (n. 1964)
- 24 gennaio - Benito Bollati, politico e avvocato italiano (n. 1926)
- 24 gennaio - Balkrishna Vithaldas Doshi, architetto indiano (n. 1927)
- 24 gennaio - Christelle Doumergue, cestista francese (n. 1963)
- 24 gennaio - Lance Kerwin, attore statunitense (n. 1960)
- 24 gennaio - Pietro Nuti, attore italiano (n. 1928)
- 25 gennaio - Gianvito Geotti, calciatore italiano (n. 1938)
- 25 gennaio - Ljudmila Švecova, cestista sovietica (n. 1945)
- 25 gennaio - Cindy Williams, attrice statunitense (n. 1947)
- 26 gennaio - Fiona Graham, antropologa australiana (n. 1961)
- 26 gennaio - Nicholas Kepros, attore statunitense (n. 1932)
- 26 gennaio - Attilio Labis, ballerino francese (n. 1936)
- 26 gennaio - Sal Mistretta, attore statunitense (n. 1945)
- 26 gennaio - Bice Mortara Garavelli, grammatica e linguista italiana (n. 1931)
- 26 gennaio - Edgar Schein, psicologo statunitense (n. 1928)
- 27 gennaio - Alberto Almanza, cestista messicano (n. 1940)
- 27 gennaio - Robert Dalva, montatore statunitense (n. 1942)
- 27 gennaio - Pietro Forquet, giocatore di bridge italiano (n. 1925)
- 27 gennaio - Hans-Christian Günther, filologo classico, grecista e musicologo tedesco (n. 1957)
- 27 gennaio - Carlo Lastricati, produttore cinematografico italiano (n. 1921)
- 27 gennaio - Alfred Leslie, pittore, scultore e regista statunitense (n. 1927)
- 27 gennaio - Danylo Muraško, aviatore e militare ucraino (n. 1998)
- 27 gennaio - Michail Mustygin, calciatore sovietico (n. 1937)
- 27 gennaio - Gianna Piaz, attrice, doppiatrice e conduttrice televisiva italiana (n. 1923)
- 27 gennaio - Sylvia Syms, attrice britannica (n. 1934)
- 28 gennaio - Odd Børre, cantante norvegese (n. 1939)
- 28 gennaio - Enzo Cainero, dirigente sportivo e calciatore italiano (n. 1944)
- 28 gennaio - Stefan Kjernholm, slittinista svedese (n. 1951)
- 28 gennaio - Lisa Loring, attrice statunitense (n. 1958)
- 28 gennaio - Kevin O'Neal, attore statunitense (n. 1945)
- 28 gennaio - Diego Reggente, doppiatore e attore italiano (n. 1944)
- 28 gennaio - Barrett Strong, cantautore e paroliere statunitense (n. 1941)
- 28 gennaio - Carlo Tavecchio, dirigente sportivo e politico italiano (n. 1943)
- 28 gennaio - Luigi Turolla, regista italiano (n. 1932)
- 28 gennaio - Tom Verlaine, chitarrista, cantante e compositore statunitense (n. 1949)
- 29 gennaio - Vito Chimenti, calciatore italiano (n. 1953)
- 29 gennaio - Ludovico Di Meo, giornalista, autore televisivo e dirigente d'azienda italiano (n. 1959)
- 29 gennaio - Ross Gillespie, hockeista su prato e allenatore di hockey su prato neozelandese (n. 1935)
- 29 gennaio - Warren Kirkendale, musicologo canadese (n. 1932)
- 29 gennaio - Krister Kristensson, calciatore svedese (n. 1942)
- 29 gennaio - Roberto Perrone, giornalista, scrittore e gastronomo italiano (n. 1957)
- 29 gennaio - George R. Robertson, attore canadese (n. 1933)
- 29 gennaio - Gabriel Tacchino, pianista francese (n. 1934)
- 29 gennaio - Annie Wersching, attrice statunitense (n. 1977)
- 29 gennaio - Abd al-Ilah bin Sa'ud Al Sa'ud, principe, politico e diplomatico saudita (n. 1941)
- 30 gennaio - Viktor Ageev, pallanuotista sovietico (n. 1936)
- 30 gennaio - Bobby Beathard, dirigente sportivo statunitense (n. 1937)
- 30 gennaio - Bobby Hull, hockeista su ghiaccio e allenatore di hockey su ghiaccio canadese (n. 1939)
- 30 gennaio - Charly Loubet, calciatore e allenatore di calcio francese (n. 1946)
- 30 gennaio - Ann McLaughlin Korologos, politica, dirigente d'azienda e gallerista statunitense (n. 1941)
- 30 gennaio - Gerald Mortag, pistard tedesco (n. 1958)
- 30 gennaio - Félix Sienra, velista uruguaiano (n. 1916)
- 31 gennaio - David Durenberger, politico statunitense (n. 1934)
- 31 gennaio - Kim Yeong-hui, cestista sudcoreana (n. 1963)
- 31 gennaio - Henrik Nordbrandt, scrittore, poeta e orientalista danese (n. 1945)
- 31 gennaio - Luigi Pasinetti, economista italiano (n. 1930)
- 31 gennaio - Edmond Roudnitska, ostacolista francese (n. 1931)
- 31 gennaio - Barbara Scofield, tennista statunitense (n. 1926)